# James McGill Buchanan
James McGill Buchanan (anglès: James McGill Buchanan Jr.)  (Murfreesboro, 3 d'octubre de 1919 - Blacksburg, 9 de gener de 2013) fou un economista i professor universitari nord-americà guardonat amb el Premi del Banc de Suècia de Ciències Econòmiques en memòria d'Alfred Nobel l'any 1986.

## Biografia
Va néixer el 3 d'octubre de 1919 a la ciutat de Murfreesboro, població situada a l'estat nord-americà de Tennessee. Va estudiar economia a la Middle Tennessee State University, on es graduà el 1940. Posteriorment fou professor a la George Mason University així com a la Virginia school of political economy.
Entre 1984 i 1986 fou president de la Mont Pelerin Society, societat de caràcter liberal fundada per Friedrich Hayek i Milton Friedman.

## Recerca econòmica
Considerat el màxim representant de la teoria de l'elecció pública (Public Choice Teory), la qual tracta d'entroncar l'economia amb la política a través de l'estat, entès aquest últim com la suma totalitària de les voluntats individuals.
L'any 1986 fou guardonat amb el Premi del Banc de Suècia de Ciències Econòmiques pels seus treballs de les bases contractuals i constitucionals de la teoria econòmica i el procés de presa de decisions.
Fou un economista destacat en la introducció i popularització de les teories de l'escola austríaca als Estats Units, per mitjà d'institucions com el think thank ultraliberal Cato Institute, de la mà i amb el finançament d'influents empresaris com el magnat Charles Koch.
Obtingué el màxim reconeixement i infuència durant el mandat de Ronald Reagan, que s'identificà amb algunes de les polítiques defensades per Buchanan. També tingué predicament a Xile durant el règim de Pinochet, on en una visita d'una setmana de durada el 1980, Buchanan va impartir conferències formals als màxims representants d'una elit governant, el món militar i empresarial.
Buchanan defensà el desmantellament de la Seguretat Social, dels programes de salut pública com Medicaid i Medicare, així com liquidar l'educació pública perquè tendia a fomentar els valors de la comunitat. Fou oponent del feminisme, ja que el considerava un "projecte socialista".

## Crítica
Diversos crítics, com Nancy MacLean han descrit Buchanan com l'arquitecte de la dreta radical actual, en referència a moviments com el Tea Party o els libertarians. Afirmen que Buchanan veia un conflicte entre la "llibertat econòmica i la llibertat política" i que defensava "un programa per suprimir la democràcia en favor dels interessos dels molt rics". Igualment fou acusat de defensar la segregació racial mentre ocupava la càtedra del Departament d'Economia de la Universitat de Virgínia a la darreria dels anys cinquanta i d'oposar-se a la fi de la segregació dels estudiants afroamericans en el cas de Brown contra el Departament d'Educació dels Estats Units.